# Огненный крест 1914—1918
Огненный крест 1914—1918 (фр. Croix du Feu 1914–1918, нидерл. Vuurkruis 1914–1918) — бельгийская военная награда, присуждаемая всем обладателям так называемой «Огненной карты», которой награждали тех, кто попал под обстрел на фронте в годы Первой мировой войны. Медаль была учреждена королевским указом от 6 февраля 1934 года. Посмертно не присуждалась.

## Описание награды
Награда представляла собой квадратный бронзовый крест шириной 44 мм и высотой 54 мм (включая ленточную петлю). 
Центральный прямоугольник шириной 30 мм и высотой 37 мм имел на своей лицевой стороне вертикальные лавровые ветви шириной 5 мм с обеих сторон. В центре рельефное изображение пустынного поля битвы с изображением на переднем плане бельгийского шлема времен Первой мировой войны над штыком, дальше и на небольшом возвышении слева 75-мм гаубица, вверху справа Солнце пробивается сквозь тучи. 
На реверсе большая лавровая ветвь, идущая по диагонали снизу слева направо и разделенная пополам рельефной надписью в две строки на латыни «SALUS PATRIAE SUPREMA LEX», что примерно переводится как «Спасение Отечества — наш высший долг». В верхнем левом углу королевская корона, от которой вниз отходят семь рельефных лучей, внизу справа рельефные годы в два ряда: «1914» и «1918», внизу слева сразу под лавровым стеблем имя гравёра: "А. Rombaut".
Крест висит на красной шёлковой муаровой ленте шириной 36 мм с тремя продольными синими полосами шириной по 4 мм, одна в центре, две другие по бокам на расстоянии 1 мм от краев ленты.